# 1925 en Nouvelle-Écosse
Chronologie de la Nouvelle-Écosse
- 1921
- 1922
- 1923
- 1924
- 1925
- 1926
- 1927
- 1928
- 1929

Cette page concerne des événements d'actualité qui se sont produits durant l'année 1925 dans la province canadienne de la Nouvelle-Écosse.

## Politique

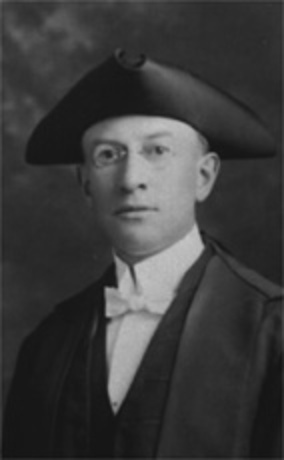
Edgar Nelson Rhodes

- Premier ministre : Ernest H. Armstrong puis Edgar N. Rhodes
- Chef de l'Opposition :
- Lieutenant-gouverneur : MacCallum Grant puis James Robson Douglas et James Cranswick Tory
- Législature :

## Naissances
- 7 septembre : Allan Emrys Blakeney (né à Bridgewater (Nouvelle-Écosse)- mort le 16 avril 2011 à Saskatoon (Canada)[1]) est le premier ministre de la province canadienne de la Saskatchewan du 30 juin 1971 au 8 mai 1982 et chef du Nouveau Parti démocratique de la Saskatchewan (NPD) du 4 juillet 1970 au 7 novembre 1987.